# Ropica bicostata
Ropica bicostata là một loài bọ cánh cứng trong họ Cerambycidae.